# غوردون وارنيك
غوردون وارنيك (بالإنجليزية: Gordon Warnecke)‏ هو ممثل بريطاني، ولد في 24 أغسطس 1962 بلندن في المملكة المتحدة.

## وصلات خارجية
- غوردون وارنيك على موقع IMDb (الإنجليزية)
- غوردون وارنيك على موقع أول موفي (الإنجليزية)
- غوردون وارنيك على موقع قاعدة بيانات الأفلام السويدية (السويدية)
- غوردون وارنيك على موقع قاعدة بيانات الفيلم (الإنجليزية)
- غوردون وارنيك على موقع كينوبويسك (الروسية)